# ルイス・クビジャ
ルイス・クビージャ（Luis Cubilla, 1940年3月28日 - 2013年3月3日）は、ウルグアイ・パイサンドゥー出身のサッカー選手、サッカー指導者。選手時代のポジションはフォワード（右ウイング）。
選手としては各国国内リーグ、国内カップ、国際カップなどで計16のタイトルを獲得した。ウルグアイ代表で38試合に出場して11得点し、FIFAワールドカップには3回出場した。監督としても各国国内リーグ、国際カップなどで計17のタイトルを獲得し、1991年から1993年までウルグアイ代表監督を務めた。第1回リベルタドーレス杯の決勝では後に監督を務めることとなるオリンピア相手に決勝ゴールを決めた。

## 経歴

### 選手
パイサンドゥーに生まれ、地元コロン・デ・パイサンドゥの下部組織でプレーした後、1957年にCAペニャロールからデビューした。ペニャロールではプリメーラ・ディビシオンで4回、コパ・リベルタドーレスで2回、インターコンチネンタルカップで1回優勝した。1962年にはスペインのFCバルセロナに移籍し、1962-63シーズンのコパ・デル・レイで優勝した。バルセロナでは49試合に出場して12得点した。
1964年には南米に戻り、アルゼンチンのCAリーベル・プレートに加入。しかし1960年代のリーベル・プレートは暗黒期といえる時期を過ごしており、国内リーグ、国際カップともにトロフィーを1個も獲得できなかった。1969年にはウルグアイのナシオナル・モンテビデオに移籍し、ペニャロール在籍時をなぞるかのようにトロフィーを獲得。プリメーラ・ディビシオンで4回、コパ・リベルタドーレスで1回、インターコンチネンタルカップで1回、コパ・インテラメリカーナで1回優勝した。晩年はチリのサンティアゴ・モーニングとウルグアイのデフェンソール・スポルティングでプレーし、デフェンソールではクラブ史上初のリーグ優勝達成に貢献した。ウルグアイ・リーグでは1932年のプロリーグ化以降40年以上もペニャロールとナシオナルの2強がリーグ優勝を独占しており、デフェンソールはプロ化後初めて2強のリーグ支配を打ち破ったクラブとなった。
1959年にはウルグアイ代表にデビューした。チリで開催された1962 FIFAワールドカップでは1次リーグ敗退に終わり、イングランドで開催された1966 FIFAワールドカップには出場できなかった。メキシコで開催された1970 FIFAワールドカップでは4大会ぶりに4位となった。西ドイツで開催された1974 FIFAワールドカップでは再び1次リーグ敗退に終わった。ウルグアイ代表では1974年までに38試合に出場して11得点を挙げた。

### 指導者
指導者としては主にクラブ・オリンピアを率い、プリメーラ・ディビシオンで8回、コパ・リベルタドーレスで2回、インターコンチネンタルカップで1回、スーペルコパ・スダメリカーナで1回、レコパ・スダメリカーナで2回優勝し、計14個のトロフィーをオリンピアにもたらした。1979年のインターコンチネンタルカップではUEFAチャンピオンズカップ準優勝のマルメFF（スウェーデン）と対戦し、2試合ともに勝利して自身3度目の世界制覇を果たした。同大会を選手・監督のそれぞれで優勝した初の人物となったが、この記録は後にフアン・ムヒカ（ウルグアイ）も達成している。ホーム&アウェーでの2レグ制は1979年大会が最後となり、1980年大会からは中立地（日本）での1レグ制に移行している。1989年にはオリンピアをリベルタドーレス杯決勝に導き第1戦を2-0と勝利したが、第2戦では追いつかれPK戦の末に敗れた、翌1990年にはコパ・リベルタドーレス、スーペルコパ・スダメリカーナ、レコパ・リベルタドーレスの国際カップ戦3冠を達成し、南米年間最優秀監督賞を受賞した。
オリンピア以外では、アルゼンチンのニューウェルズ・オールドボーイズやCAリーベル・プレートやラシン・クルブ、ウルグアイのビッグ2（CAペニャロールとナシオナル・モンテビデオ）、コロンビアのアトレティコ・ナシオナル、パラグアイの3大クラブ（オリンピアの他にセロ・ポルテーニョとクラブ・リベルタ）で監督を務めた。2007年2月にはエクアドルのバルセロナSC監督に就任し、2010年には再びオリンピアの監督に就任（6度目）した。
1991年から1993年まではオリンピアの監督と並行してウルグアイ代表監督も務め、兄のペドロ・クビージャがアシスタントコーチとして、アレハンドロ・リッシーノがフィジカルコーチとしてルイスを支えた。コパ・アメリカ1991では5位、コパ・アメリカ1993では6位に終わり、2回優勝・1回準優勝した1980年代とは打って変わって1990年代のウルグアイ代表は低迷した。
2013年3月3日、アスンシオンで死去した。72歳だった。

## タイトル

### 選手時代

#### クラブ
- ペニャロール

プリメーラ・ディビシオン (4) : 1958, 1959, 1960, 1961
コパ・リベルタドーレス (2) : 1960, 1961
インターコンチネンタルカップ (1) : 1961
バルセロナ
- コパ・デル・レイ (1) : 1962-63

{ナシオナル
- プリメーラ・ディビシオン (4) : 1969, 1970, 1971, 1972
- コパ・リベルタドーレス (1) : 1971
- インターコンチネンタルカップ (1) : 1971
- コパ・インテラメリカーナ (1) : 1972

デフェンソール
- プリメーラ・ディビシオン (1) : 1976

### 指導者時代

#### クラブ
オリンピア
- プリメーラ・ディビシオン (8) : 1979, 1982, 1988, 1989, 1995, 1997, 1998, 1999
- コパ・リベルタドーレス (2) : 1979, 1990
- インターコンチネンタルカップ (1) : 1979
- スーペルコパ・スダメリカーナ (1) : 1990
- レコパ・スダメリカーナ (2) : 1990, 2003

ペニャロール
- プリメーラ・ディビシオン (1) : 1981

#### 個人
- 南米年間最優秀監督賞 (1) : 1990